# Susanthika Jayasinghe
Susanthika Jayasinghe (Sri Lanka, 17 de septiembre de 1975) es una atleta esrilanquensa, especialista en la prueba de 200 m, con la que ha logrado ser subcampeona olímpica en 2000.

## Carrera deportiva
En el Mundial de Atenas 1997 gana la plata en los 200 metros, con un tiempo de 22.39 segundos que fue su mejor marca personal, quedando tras la ucraniana Zhanna Pintusevich y por delante de la jamaicana Marlene Ottey.
En los JJ. OO. de Sídney 2000 vuelve a ganar la medalla de plata en la misma prueba.
Y en el Mundial de Osaka 2007 gana la medalla de bronce, con un tiempo de 22.63 segundos, y quedando tras la estadounidense Allyson Felix y la jamaicana Veronica Campbell.